# Kalavai
Kalavai là một thị xã panchayat của quận Vellore thuộc bang Tamil Nadu, Ấn Độ.

## Địa lý
Kalavai có vị trí 12°46′B 79°25′Đ / 12,77°B 79,42°Đ Nó có độ cao trung bình là 138 mét (452 feet).

## Nhân khẩu
Theo điều tra dân số năm 2001 của Ấn Độ, Kalavai có dân số 9761 người. Phái nam chiếm 49% tổng số dân và phái nữ chiếm 51%. Kalavai có tỷ lệ 68% biết đọc biết viết, cao hơn tỷ lệ trung bình toàn quốc là 59,5%: tỷ lệ cho phái nam là 77%, và tỷ lệ cho phái nữ là 59%. Tại Kalavai, 11% dân số nhỏ hơn 6 tuổi.